# Bandera Repsol
La Bandera Repsol o Bandera Repsol Electricidad y Gas fue una regata de remo, concretamente de traineras, que se celebró en aguas de la bahía de Santander (Cantabria) en el año 2019 organizada por la Sociedad Deportiva de Remo Astillero y patrocinada por Repsol.

## Historia
El 29 de junio se celebró frente a los muelles del Puerto de Santander, y estuvo incluida en el calendario de pruebas de la Liga ACT; categoría en la que bogó la trainera de la Sociedad Deportiva de Remo Astillero, organizadora de la prueba, ya que la Liga ACT exige a los clubes que participan en dicha competición la organización de al menos una regata. También se disputó la regata en categoría femenina siendo puntuable para la Liga ACT femenina.
La boya de salida y meta se situó frente al Muelle de Calderón y la otra baliza frente a la sede de la Autoridad Portuaria de Santander con las calles dispuestas en paralelo a los muelles del Puerto de Santander. Las pruebas se realizaron por el sistema de tandas por calles. En categoría masculina se bogaron cuatro largos y tres ciabogas con un recorrido de 3 millas náuticas que equivalen a 5556 metros; en categoría femenina se remaron dos largos y una ciabogas lo que supone un recorrido de 1.5 millas náuticas que equivalen a 2778 metros.

## Clasificación

### Categoría masculina
| Pos. | Club               | Trainera         | Tiempo   |
| ---- | ------------------ | ---------------- | -------- |
| 1    | Fuenterrabía       | Ama Guadalupekoa | 19:16.66 |
| 2    | Orio               | San Nikolas      | 19:19.28 |
| 3    | Zierbena           | Zierbena         | 19:25.56 |
| 4    | Santurce           | Sotera           | 19:31.32 |
| 5    | Donostiarra        | Torrekua II      | 19:38.00 |
| 6    | Urdaibai           | Bou Bizkaia      | 19:38.32 |
| 7    | Cabo               | Cabo da Cruz     | 19:55.64 |
| 8    | Ondarroa           | Antiguako Ama    | 19:57.50 |
| 9    | Kaiku              | Bizkaitarra      | 20:04.98 |
| 10   | Astillero          | San José XV      | 20:09.40 |
| 11   | Lekittarra-Elecnor | Lekittarra       | 20:17.74 |
| 12   | San Pedro          | Libia            | 20:19.20 |

| Color  | Resultado |
| ------ | --------- |
| Oro    | Ganador   |
| Plata  | Segundo   |
| Bronce | Tercero   |
| Verde  | Puntuó    |

### Clasificación femenina
| Pos. | Club           | Trainera         | Tiempo   |
| ---- | -------------- | ---------------- | -------- |
| 1    | Orio           | San Nikolas      | 10:43.14 |
| 2    | Arraun Lagunak | Lugañene         | 10:50.36 |
| 3    | Donostiarra    | Torrekua II      | 19:25.56 |
| 4    | Fuenterrabía   | Ama Guadalupekoa | 11:55.82 |